# Resident Evil 2: Apokalipsa
Resident Evil 2: Apokalipsa (ang. Resident Evil: Apocalypse) – kanadyjsko-niemiecki horror z elementami science-fiction i kina akcji z 2004 roku w reżyserii Alexandra Witta. Zdjęcia kręcono w kanadyjskiej prowincji Ontario (Toronto, Brampton, Hamilton).

## Fabuła
W pierwszej części misja Alice nie powiodła się, żywe trupy wydostały się i spustoszyły całe miasto Raccoon City. Alice odkrywa, że jej ciało zostało poddane biogenetycznym modyfikacjom – jest teraz silniejsza, zręczniejsza i ma wyostrzone zmysły.
Grupa naukowców z korporacji Umbrella otwiera Ul – tajne laboratorium pod Raccoon City (znane z pierwszej części filmu), gdzie doszło do infekcji wśród jego byłych pracowników. W efekcie wirus „wydostaje się” na powierzchnię ziemi. W mieście panuje chaos, a najlepszym wyjściem dla ocalałych okazuje się ucieczka z niego. Nie jest to jednak takie proste.
Jak ukazano to już w pierwszej części filmu, Alice budzi się w „szpitalu” korporacji Umbrella. W istocie została ona obudzona w ramach programu „Alice” przez Majora Caina (jednego z najwyższych pracowników Umbrelli), który później „budzi” również najnowszy eksperyment Umbrelli – Nemesisa. W zniszczonym mieście Alice natrafi na kilka osób, z którymi wspólnie będzie musiała stawić czoło hordom zombie i ewakuować się z miasta dzięki układowi z dr. Ashfordem (głównym doktorem korporacji w dziale wirusologii). Otóż w zamian za znalezienie jego córki, wskaże on możliwość ostatniej ucieczki z Raccoon City przed zrzuceniem na nie bomby atomowej mającej zatuszować całą aferę Umbrelli. Jednak nie będzie to proste, gdyż główną bohaterkę czeka bezpośredni pojedynek z Nemesisem.
Alice i grupie jej przyjaciół udaje się uciec z miasta przed wybuchem bomby, lecz rozbijają się oni w górach niedaleko Raccoon City. Alice zostaje przetransportowana do jednego z laboratoriów Umbrelli. Tam budzi się i okazuje się, że pamięta wszystko co wydarzyło się wcześniej. Alice „zdążyła wypróbować” swoje nowe umiejętności, będące wynikiem jej „ewolucji”. Ucieka ze swoimi przyjaciółmi, którzy przeżyli katastrofę przez pustynie Nevady na Alaskę.

## Obsada
- Milla Jovovich – Alice
- Sienna Guillory – Jill Valentine
- Oded Fehr – Carlos Olivera
- Thomas Kretschmann – major Cain
- Sophie Vavasseur – Angie Ashford
- Pasquale Aleardi – sierżant Peyton Wells
- Jared Harris – dr Ashford
- Mike Epps – L.J.
- Matthew G. Taylor – Nemesis